# Перекрытие Сенны

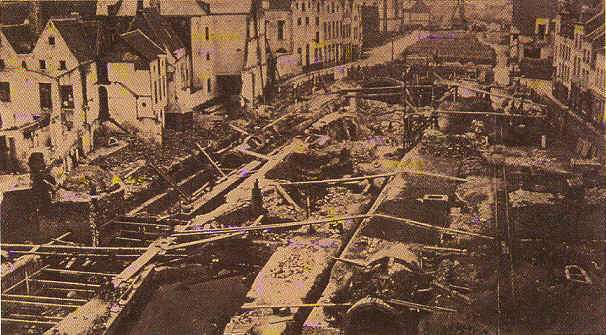
Работы по перекрытию Сенны

Перекрытие реки Сенны (13 февраля 1867 — 1871; фр. le voûtement de la Senne, нидерл. de overwelving van de Zenne) коллективом инженеров во главе с Анри Мо стало одной из важных вех в истории Брюсселя, открывшей путь к архитектурно-логистической модернизации города. В настоящее время в черте города реку скрывают подземные трубы. Над ними проложены бульвары и магистрали.

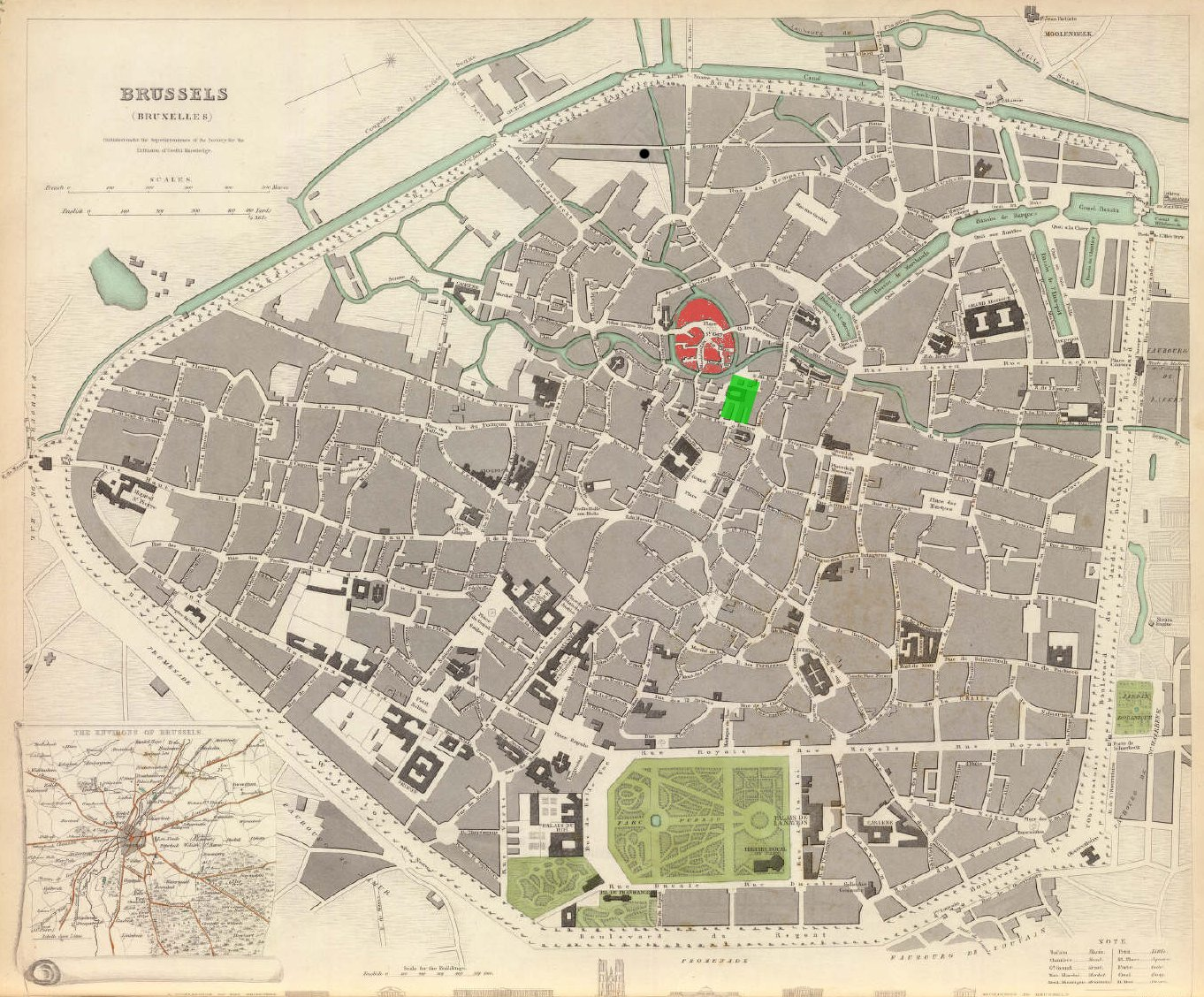
Карта Брюсселя 1837 года до перекрытия Сенны

Сенна была исторически главным водным путём небольшого средневекового Брюсселя. Однако после 1830 года город стал столицей объединённой Бельгии. В результате индустриализации и притока мигрантов начался интенсивный рост города. В результате интенсивного промышленно-бытового водозабора уровень воды в реке упал. Она стала более загрязнённой и менее судоходной. В рабочих кварталах из-за нехватки участков прямо над рекой надстраивали жилые каморки на сваях или в виде балконов. В реку сваливали мусор и сливали канализацию. Зловоние от обмелевшей реки распространялось в радиусе нескольких километров. Внезапные наводнения и наличие огромного количества тупиковых переулков в трущобах люмпен-пролетариата ещё более осложняли экологическую ситуацию.
Выдвигались многочисленные предложения по исправлению этой проблемы, и в 1865 году мэр Жюль Анспах выбрал проект архитектора Леона Сюи (1823—1887), предложившего укрыть реку в трубы и построить над ней ряд великолепных бульваров и общественных зданий. Проект был крайне противоречив, главным образом из-за его высокой стоимости, а также опасности возмущения жителей в ответ на разрушение традиционных кварталов рабочего класса. Первоначально контракт на покрытие подписала британская компания, но после крупных финансовых хищений контроль над проектом был возвращен бельгийскому правительству. Это несколько затормозило ход проекта, но он был в целом завершён к 1871 году. На месте Сенны появились здания и бульвары современного Брюсселя, хотя местами продолжали сохраняться небольшие участки непокрытого русла. Проблема загрязнения воды при этом решена не была.
К 1930-м годам дальнейший рост города заставил архитекторов замуровать реку вдоль всего её течения в пределах Брюссельской агломерации. Русло Сенны при этом было изменено. В 1976 году вышедшие из употребления туннели были преобразованы в линии подземной системы брюссельского трамвая. При этом современная крупномасштабная очистка сточных вод Брюсселя началась только в марте 2007 года, когда в пригородах появились две станции обработки сточных вод, рассчитанные на 1,1 млн человек.